# بي إم دبليو اكس 5 (اي 70)
بي إم دبليو اكس 5  (بالإنجليزية: BMW X5)‏ هي سيارة من صناعة بي إم دبليو أنتجت في 2006.